# Ryujoseph Hashimura
Ryujoseph Hashimura (født 23. august 2000) er en japansk fodboldspiller.
Han har spillet for flere forskellige klubber i sin karriere, herunder FC Machida Zelvia.